# Erdélyi Helikon
Erdélyi Helikon havonta megjelenő szépirodalmi és kritikai folyóirat. 1. száma 1928 májusában, az utolsó 1944 szeptemberében jelent meg Kolozsváron.

## Története

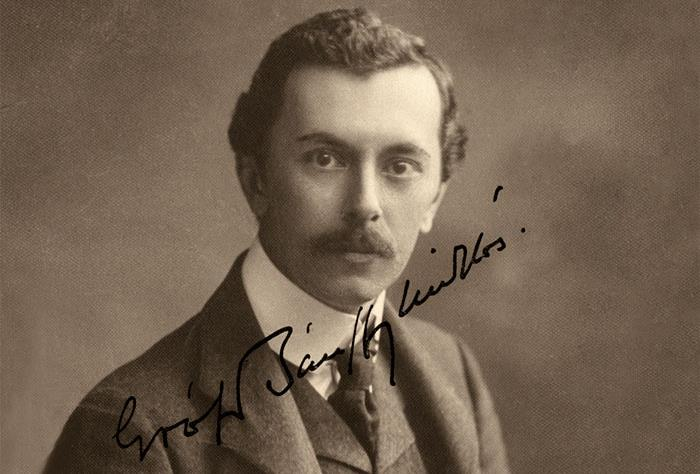
A lap főszerkesztője, Kisbán Miklós (Bánffy Miklós)

Címe 1936-37-ben Helikon. Felelős szerkesztője eredetileg Kós Károly, a főszerkesztő mindvégig Kisbán Miklós (Bánffy Miklós) volt. Indulásakor Áprily Lajos, 1929 júliusától Kuncz Aladár, 1931 októberétől Lakatos Imre, 1932 januárjától Kós Károly szerkesztette (mellette helyettes szerkesztő Kovács László). 1934 januárjától a címlap belső oldalán Kovács László van szerkesztőként feltüntetve, ez azonban a külső címlapon csak 1942 áprilisától szerepel. Kiadója az Erdélyi Szépmíves Céh.
Az Erdélyi Helikon a helikoni munkaközösség folyóirata. Önálló, az írókat a különböző lapoktól, irodalmi mellékletektől függetlenítő folyóirat alapításának terve már a munkaközösség első (1926-os) marosvécsi találkozóján felmerült, megvalósítására azonban csak 1928-ban került sor. A két háború közötti romániai magyar irodalom legrangosabb folyóirata lett; munkatársa volt a korszak csaknem minden számottevő írója; felkarolta a közvetlenül indulása előtt feltűnt tehetségeket (Dsida Jenőt, Karácsony Benőt, Tamási Áront), az újabb nemzedékek legjobbjainak indulása is a folyóirat nevéhez fűződik (így innen indul  Asztalos István, Jékely Zoltán,Kiss Jenő, Kolozsvári Grandpierre Emil, Létay Lajos, Méliusz József, Szemlér Ferenc, Lőrincz László (író)
A korszak szépirodalmi termésének mennyiségben és minőségben jelentős hányada hasábjain látott napvilágot. Ilyenformán a lap csakugyan sikerrel teljesítette feladatát: a két világháború közötti romániai magyar irodalmi élet megszervezését. Megpróbálta az irodalom határain túl is tágítani hatókörét, történelmi, irodalomtörténeti és politikai tanulmányok közlésével felfrissíteni a pozitivista és konzervatív szellemű erdélyi tanulmányirodalmat; e téren a visszaemlékezések szerint Áprily Lajosé és Kuncz Aladáré a kezdeményezés érdeme. A rendszeres műkritika és a hazai magyar képzőművészeti élet megszervezésén fáradozó ilyen tárgyú publicisztika – legnagyobb részben Kós Károly személyes kezdeményezéseként –, valamint a gazdag műmelléklet-közlések technikailag is magas színvonala a képzőművészek hazai fórumává avatta a folyóiratot.
A szerkesztőség magyarországi szerzőket is bekapcsolt munkájába, elsősorban a Nyugat neveseit (Babits Mihályt, Kosztolányi Dezsőt), de esszékkel jelentkezett az Erdélyi Helikon hasábjain Németh László, verssel és műfordítással a fiatal József Attila is.
Az Erdélyi Helikon sajátos arcélét az szabta meg, hogy egy írócsoport "félhivatalos" orgánuma volt ugyan, de ez a csoport – a helikoni munkaközösség – nem képvisel egységes eszme- és stílusáramlatot; Kuncz Aladár jellemzése szerint „Erdélynek majdnem valamennyi szépírója, ha nem is egy irodalmi irányban, de egy közös programban és szellemben egyesülni tudott a Helikon szabad keretei között.” Az összefogó erőt a helikoni kultúr- és irodalompolitika jelentette, a transzilvanizmus helikoni változatának valóra váltása.
E program első pontját, a helyi hagyományok és az európaiság szintézisét az Áprily fogalmazta beköszöntő hirdeti meg: az Erdélyi Helikon „erdélyisége világfigyelő tető, nem szemhatárszűkítő provincializmus... Várja a források friss erejét, de a távoli torkolatok is fellüktetnek benne.” Ugyanígy programadónak tekinthető Kuncz Aladárnak az 1. szám vezető helyén közölt Tíz év című esszéje. A kisebbségi humánum tételének egyik korai megfogalmazásával találkozunk benne; a kisebbség helyét Kuncz szerint „a nemzet-síkok összeértetésében a sors az élen jelölte meg, ezért százszoros visszhanggal verik vissza a nemzetek egymás közti súrlódásait, de ugyanakkor szorongatott helyzetükkel együtt jár, hogy szemük nagyobb távlatokra nyílhat és idegrendszerük érzékenyebben foghatja fel az egymásba folyó és egymásra ható műveltségi áramlatokat. A kisebbség csak politikában kisebbség, irodalmában és műveltségében maga az egyetemesség.”
E tételből fakad az Erdélyi Helikon kultúrákat közelíteni kívánó elkötelezettsége, amely a román és az erdélyi német irodalom műfordítások és tanulmányok útján történő megismertetésében érvényesült. A kisebbségnek ezt a hivatását nem tekintette „transzilván” jellegzetességnek, hanem az első világháború után általánossá vált szellemtörténeti tendenciának, mely Európa-szerte „a regionális kultúrák megerősödésére” vezet, s amelynek hatására „a népi és műveltségi részlegességek mindinkább öntudatra ébrednek s a maguk sajátosságaihoz való visszatérésben az európai kultúra felfrissítését készítik elő”. Ennek az elvnek a szolgálatát is vállalta a lap egyrészt a más országok magyar kisebbségi irodalmának legalább töredékes bemutatásával, másrészt – Kisebbségi irodalom – világirodalom című rovatában – a jiddistől a katalánig minden létező regionális kultúra ismertetésével.
Az Erdélyi Helikon ilyen irányú gyakorlata azonban kétségtelenül szűkebb a Kuncz meghirdette elvnél. A transzilvanizmus célja ugyanis „a nemzetek, vallások, világszemléletek, népi szokások, társadalmi osztályok és külső hatalmi érdekek bölcs és eszes kiegyensúlyozása”, ami végső soron egy társadalmi szempontból egységes kisebbség utópisztikus elképzelésén alapul, s ez a "kisebbségi humánum" helikoni megfogalmazását is részben utópisztikussá tette: a társadalmi elkötelezettség konkrét formáiról való lemondás a humánum absztrakt formái felé terelte.
Ez a szemlélet az Erdélyi Helikon irodalompolitikájára is kihatott; Kuncz szerint az erdélyi irodalom két pólus között – és részben két pólus vonzása ellenében – alakult. Egyik a háború után induló fiataloknak és az Erdélybe menekült 1919-es emigránsoknak a modernségkeresése, melyről a transzilvanizmus úgy érezte, nincs tekintettel „az itteni szükségletekre és sorsszerű rendeltetésekre”, másik a háború előtti hagyományőrző irodalom erdélyi változata s az általa képviselt provincializmus.
A két pólussal szemben körvonalazott irodalomeszmény nagyjából a Nyugat avantgárd előtti modernségét és Európa-fogalmát érzi kötelezőnek, s ugyanakkor elhatárolódás is a forradalmak előtti radikalizmus vállalásától. Ez egyúttal az Erdélyi Helikon sokat emlegetett liberalizmusának a határait is előrevetíti. Ahogy Ligeti Ernő írja: „...bár a Helikonban megvolt a jó szándék minden igaz erdélyi írói érdeket összeegyeztetni, a maga összetételében kirívó különbségeket nem tűrt meg és az általános irodalompolitikai követelmények teljesítésében egységes és félre nem érthető magatartást kényszerített ki”.
E helikoni transzilvanizmus másik lényeges kérdése, mely viták kereszttüzébe került, az erdélyi, ill. romániai magyar irodalom viszonya a magyarországihoz és saját romániai létéhez. Erre ürügyet Ravasz Lászlónak a budapesti Könyvbarátok Lapjában 1928-ban megjelent Irodalmi skizma című cikke szolgáltatott. Benedek Elek, Berde Mária, Kós Károly, Makkai Sándor, Molter Károly, Reményik Sándor, Spectator (Krenner Miklós), Szentimrei Jenő, Tabéry Géza válaszolt egy-egy rövid nyilatkozattal a folyóirat 1928-as évfolyamában. Ezekből kerekedik ki a nagyjából egységes helikoni álláspont: az erdélyi irodalom, mint Spectator írja, „megőrzi a nyelvegység fő alkatát, tiszteli a magyar irodalmi klasszicizmus minden kincsét és meg fogja becsülni az új értékeit is a becsületes és igazságos paritás alapján”. Ugyanakkor minden felszólalás hangsúlyozza a „transzilván önállóság”-ot is, egyrészt az erdélyi hagyományok érvelésével, melyek évszázadok alatt sajátos erdélyi kultúrát alakítottak ki, beleértve, hogy ez az „erdélyi psziché”, mint Kós Károly írja, „nem az erdélyi magyarság privilégiuma, de predesztinációja az erdélyi németségnek és románságnak is”; másrészt a Romániában élés jelenéből következően, mely más szükségletek kielégítését, más funkciókat – a „helikonisták” megfogalmazásában ez elsősorban kisebbségi igényeket és funkciókat jelent – bíz az irodalomra. A „kisebbségi humánum” elve érvényesülésének tekinthetjük azonban, hogy a felszólalások többsége erdélyi sajátságként emeli ki az "új" szellemének gyorsabb és akadálytalanabb terjedését – elsősorban az Ady-hagyomány vállalását – a magyarországi irodalomhoz képest, ami a radikális elem részleges vállalását hozza magával.
Másik jelentős epizódja az Erdélyi Helikon első korszakának 1929-ben a Kuncz Aladár kezdeményezte és Berde Mária cikkére indult Vallani és vállalni-vita. Berde még csak a történelmi regények divatja ellen szólal föl a korvalóságot vállaló s a valóság diktálta eszményeket valló irodalom nevében, Tamási Áron azonban már az ellen az „arisztokratikusan, a valóság megvetésével” művelt politika és irodalom ellen tiltakozik, amely az elmúlt Monarchiát jelenti, s vele szemben a sajátosan erdélyi feladatokra ébredést követeli.
1930 után az Erdélyi Helikon irodalomszervező, szépirodalmi színvonalat biztosító munkája nagyjából változatlanul folyik tovább; a kívüle kialakult új törekvések – jórészt a transzilvanizmussal ellenzékben lévő mozgalmak, ill. a marxista baloldalnak és a „tiszta osztályvonal” irodalmának a megerősödése – magukkal hozzák a Ligeti Ernő említette „helikoni fegyelem” szigorodását is, ami egyrészt a Korunkkal folytatott polémiákban jut kifejezésre, másrészt a szélsőségektől való tartózkodásnak a kisebbségi helyzetben, úgymond, létfontosságú elvét fogalmaztatja meg a lap szellemi vezetőivel. A fiatalabbak egy részének (Bözödi György, Méliusz József, Szenczei László, Szemlér Ferenc) kirajzása és szembekerülése az Erdélyi Helikon koncepciójával elkerülhetetlenné vált, s kifejezésre jutott az I. Szemlér Ferenc Jelszó és mithosz című cikke (Erdélyi Helikon 1937/8) körül támadt irodalmi vitában, de még ebben a korszakban is elmondható, hogy vannak időszakok, amikor e transzilvanista elvnek a jobboldali szélsőségek ellen immunizáló oltása a lényegesebb hatás; a humánus elkötelezettség mégoly absztrakt változatainak a programszerű vállalása a helikoni kultúrpolitikát is a humanizmus lehetséges szövetségesévé tette a fasizmus kelet-európai előretörése idején.

### Nyomtatott források
- Gaál Gábor: Az "erdélyi gondolat" tartalma és terjedelme. Korunk 1928/12; újraközölve Válogatott írások I. 1964. 273-77.
- Gaál Gábor: Az Erdélyi Helikon baráti köre. Korunk 1935/7-8; újraközölve Válogatott írások I. 1964. 562-64.
- Szentimrei Jenő: Ama bizonyos erdélyi gondolat. Erdélyi Helikon 1929/1; újraközölve Sablon helyett csillag, 1968. 91-95.
- Ligeti Ernő: Súly alatt a pálma. Kolozsvár. 1942. 93-97.
- Czine Mihály: A romániai magyar irodalom kezdetei. Jelenkor, Pécs 1967/6.
- Varró János: Adalékok a Helikon írói csoportosulásának történetéhez I-II. Igaz Szó 1968/8, 9.
- Pomogáts Béla: Az Erdélyi Helikon A Kuncz Aladár c. monográfiában, Bp. 1968. 104-21.
- Pomogáts Béla: A Helikon szociológiájához. Korunk 1978/5.
- Tóth Sándor: "Vallani és vállalni", avagy vita az írók gyávaságáról. Korunk 1971/12.
- Az Erdélyi Helikon költői. 1928-1944. Sajtó alá rendezte és bevezető tanulmánnyal ellátta Szemlér Ferenc. 1973; a bevezető tanulmány újraközölve Szemlér Ferenc: Harc szélmalmokkal. 1979. 183-229.
- Nagy György: Gondolat és funkció. Bevezetés egy eszmetörténeti monográfiához. Korunk 1977/4.
- Marosi Ildikó: "Közös célunk: az erdélyi kultúra ápolása." Beszélgetés Gagyi Lászlóval az Erdélyi Helikonrólról. A Hét 1978/20.
- Dávid Gyula: Erdélyi gondolat és európaiság. A Hét 1973/40.
- A Helikon és az Erdélyi Szépmíves Céh levelesládája (1924-1944). Közzéteszi Marosi Ildikó. I-II. 1979
- Pomogáts Béla: A transzilvánizmus. Az Erdélyi Helikon ideológiája; Akadémiai, Bp., 1983 (Irodalomtörténeti füzetek)
- Vallasek Júlia: Sajtótörténeti esszék. Négy folyóirat szerepe 1940–1944 között az észak-erdélyi kulturális életben; Kriterion, Kolozsvár, 2003
- Marosi Ildikó: Az Erdélyi Helikon képeskönyve; Pallas-Akadémia, Csíkszereda, 2005
- Világfigyelő tető. Mozzanatok az Erdélyi Helikon történetéből, 1928–1944; szerk. Mózes Huba; Bíbor, Miskolc, 2008
- Honfoglaló, nagy írónemzedék. Az Erdélyi Helikon írói közösség megalakulásának 90. évfordulójáról megemlékező miskolci tudományos konferencia előadásai; szerk. Kabán Annamária, Mózes Huba; Bíbor, Miskolc, 2016
- Karádi Zsolt: Az Erdélyi Helikon vonzásában. Áprily, Reményik, Dsida; Örökségünk, Nyíregyháza, 2017
- Sas Péter: Magyar erőtér. Az Erdélyi Szépmíves Céh könyvkiadó és az Erdélyi Helikon története; Kárpátia Stúdió, Köröstárkány–Balatonfőkajár, 2021

### Internetes források
- Digitalizált lapszámok a Kolozsvári Egyetemi Könyvtár gyűjteményében
- Galambos Ferenc: Erdélyi Helikon repertórium 1928-1944
- Az Erdélyi Helikon estje Szolnokon (1933. december 12.)